# بیچه والوری
بیچه والوری (ایتالیایی: Bice Valori؛ ‏ ۱۳ مهٔ ۱۹۲۷ – ۱۷ مهٔ ۱۹۸۰) بازیگر اهل ایتالیا بود.
از فیلم‌های او می‌توان به پزشک بیمه سلامت، ریتا پشه، مردان خشن و ۱۶ ساله‌ها اشاره کرد.